# بازارسر (مقاطعة كلاردشت)
بازارسر (بالفارسية: بازارسر) هي قرية تقع في قسم كلاردشت الغربي الريفي (مقاطعة كلاردشت) في إيران. يقدر عدد سكانها بـ 329 نسمة بحسب إحصاء 2016.